# Ruggero Guarini

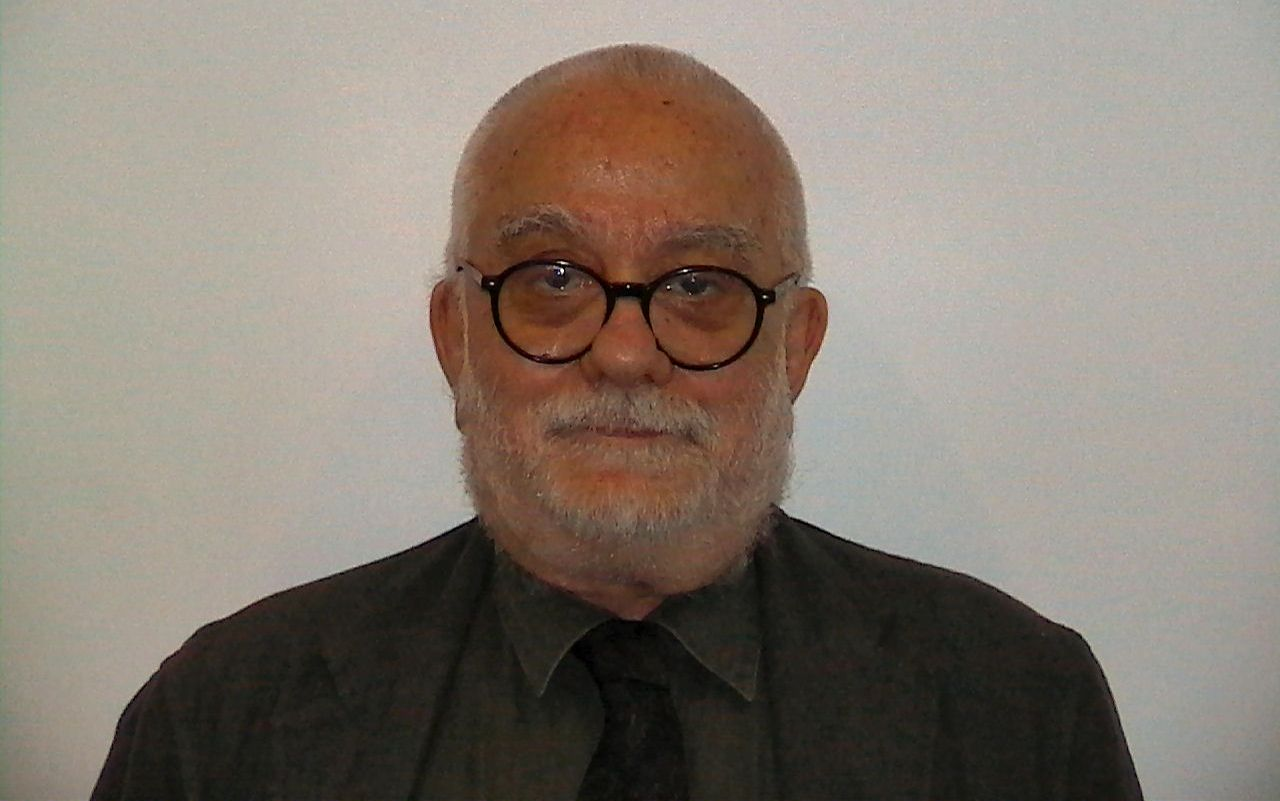
Ruggero Guarini nel 2006

Ruggero Guarini (Napoli, 10 gennaio 1931 – Roma, 4 giugno 2013) è stato uno scrittore e giornalista italiano.

## Biografia
Entrato a sedici anni nel PCI, ne uscì dopo i fatti di Ungheria. Negli anni Settanta ha collaborato assiduamente al settimanale l'Espresso. Ha scritto per le riviste "Tempo Presente", "Mondoperaio" e "Nuovi Argomenti".
È stato per diversi anni capo dei servizi culturali de Il Messaggero e direttore dell'inserto "Cultura" dell'Agenzia di stampa il Velino. Ha tradotto il Cunto de li cunti di Giovan Battista Basile e Cahiers di Paul Valéry. Tra i suoi libri i romanzi Parodia (1973), Yao (1995), il pamphlet Compagni ancora uno sforzo, dimenticare Togliatti (1989), il poemetto Quando bisbiglio la parola Dio (1991), il saggio Il pensiero quotidiano (1993), il librettino di versi Un pizzico sulla mano (Il Notes Magico, 2006), da ultimo Fisimario napoletano (Spirali 2007).
Insieme a Costanzo Ioni ha realizzato una pubblicazione su Totò (Tutto Totò, Gremese Editore, 1999, ISBN 88-7742-327-7).
Ha scritto per Il Tempo, Il Giornale, Il Foglio, L'Informazione, Corriere del Mezzogiorno e L'Indipendente.
Nel 1988, è stato finalista al Premio Bergamo, con il libro Breve corso di morale laica.

### Vita privata
È stato sposato con la cantante, attrice e regista Muzzi Loffredo. È morto a Roma, in casa, per una crisi respiratoria.